# Michel Aflak
Michel Aflaq (9. ledna 1910 Damašek, Sýrie – 23. června 1989 Paříž, Francie) byl arabský politik a zakladatel strany Baas.
Spolu se svým spolupracovníkem Salah al-Din Bitarem formuloval filosofii panarabského nacionalismu, která se stala základním prvkem při zakládání jeho nové politické strany v Sýrii. Založení Sjednocené arabské republiky v roce 1958 se stalo největším úspěchem jeho ideologie. Byl to první důležitý krok k dosažení panarabské unie. Jeho ideologie hluboce ovlivnila budoucí politický vývoj v Iráku, Jordánsku, Libanonu, Egyptě, Libyi a Sýrii v období po druhé světové válce.

## Životopis
Narodil se v Damašku 9. ledna 1910 do ortodoxní křesťanské rodiny střední třídy. Mezi léty 1918–1920 studoval v Paříži na Sorbonně. Ve třicátých letech, po ukončení studií ve Francii, se živil jako pedagog na gymnáziu v Damašku. Tam vyučoval až do roku 1942, kdy se začal naplno věnovat politice. Společně s Bitarem založil stranu Arabského zmrtvýchvstání (Al-Hizb al Baath Arabi), jež byla formálně etablována roku 1947. Během svého života dosáhl pouze jednou veřejné funkce. V roce 1949 se stal po dobu třech měsíců ministrem školství v Sýrii. Jako politický lídr strany Baas, zvaný „amid“ či generální sekretář, se udržel až do roku 1965, kdy byl nahrazen Munifem Razzazem. Michel Aflaq v roce 1968 dosáhl funkce generálního sekretáře strany Baas v Bagdádu.

V Iráku žil až do své smrti v červnu roku 1989, ale jeho úřad v irácké straně Baas měl spíše formální charakter. Reálnou moc již držel jeho asistent Saddám Husajn.

## Ideologie
Mezi nejznámější hesla jeho ideologie patří: „Jeden arabský národ s nesmrtelnou misí“, „Jednota, Svoboda a Socialismus, „ Hranice všech arabských zemí jsou hranicemi celého arabského národa“,...
Základem filosofie bylo hledání svobody, nejen ve smyslu osvobodit lid od politické tyranie a chudoby, ale také spojit arabský národ v jeho smýšlení společným duchem národa. Jeho filosofie odmítá jakékoliv zahraniční vlivy, především ty západní kapitalistické.

## Politický život v Sýrii
Po pádu Osmanské říše v roce 1918 arabští nacionalisté ustanovili arabský stát s hlavním městem v Damašku. Existence státu skončila dva roky poté díky intervenci francouzské armády. Sýrie byla rozdělena mezi dvě sféry vlivu. Palestina a Zajordánsko spadaly pod mandát Velké Británie a Sýrie s Libanonem pod mandát francouzský. Francouzi tak spojili teritoria, která historicky byla vždy spojena s Damaškem, se sanjakem v libanonských horách, aby mohli dále formovat pobřežní města. Proti Francouzům tak vypuklo v létech 1925–1927 v Jabal-Druze a v Damašku krvavé povstání. V syrské ústavě z roku 1928 bylo deklarováno, že Sýrie, která zahrnuje Palestinu, Libanon a Zajordánsko je teritoriem politicky nedělitelným. Francouzská vojska opustila Sýrii v roce 1946.
Během prvních let nezávislosti se Michel Aflaq pokoušel vyhrát ve volbách, ale nikdy toho nedocílil. Vojenské intervence byly nedílnou součástí politického života v Sýrii. Michel Aflaq i Bitar byli dvakrát zatčeni a Aflaq dokonce musel odejít na rok do exilu do Beirútu. Po vyhnání třetího syrského diktátora za pomoci ozbrojených sil v roce 1954 se vojenští lídři spojili se stranou Baas a ve volbách získali 16 křesel v parlamentu. Jejich politický program spočíval v sociálních reformách kombinovaných s panarabskými myšlenkami a s propagandou proti politickým vlivům příchozím ze západu.
V roce 1958 Aflaq a Bitar společně s prezidentem Egypta Gamálem Násirem docílili obrovského úspěchu vytvořením Arabské Republiky spojením dvou arabských států Sýrie a Egypta. Ta se udržela pouze po dobu jednoho roku. Pokus o spojení Arabské Republiky s Irákem zkrachoval.

Po tomto fiasku se velmi oslabil Aflaqův politický vliv.

## Život v exilu

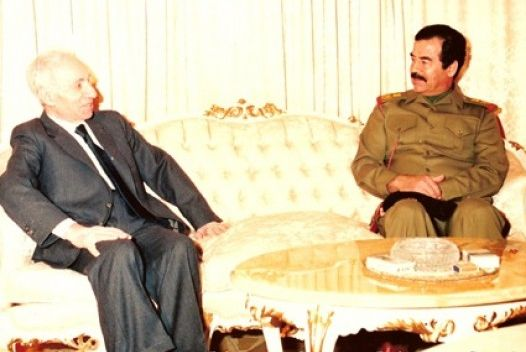
Michel Aflaq a Saddám Husajn roku 1988

23. února 1966 vůdci ozbrojených sil získali kontrolu nad stranou Baas a také nad syrskou vládou. Michel Aflaq tak musel odejít do exilu a už se nikdy nevrátil do rodné země. Od roku 1966 existovaly dvě politické strany Baas. Jedna v Iráku a jedna v Sýrii. V roce 1968 Michel Aflaq přijal funkci generálního sekretáře strany Baas v Bagdádu. Do Iráku se natrvalo přestěhoval v 80. létech. Tam žil až do roku 1989. Zemřel 23. června 1989 v Paříži.

## Politická strana Baas v Sýrii
Politická strana Baas byla založena Michelem Aflaqem a Salah ad-Din Bitarem v roce 1947. Formálně etablována byla až v roce 1947 v Damašku a stala se nejdůležitější organizací prosazující myšlenku panarabismu.

Se založením strany Baas začal Michel Aflaq publikovat své periodikum s názvem al Baath. V Sýrii v roce 1953 strana Baas uzavřela koalici se syrskou Socialistickou stranou. 8. března 1963, po rozpuštění syrského parlamentu, byla svržena vláda příznivci pro-egyptské politiky. Ti našli podporu u některých členů strany Baas. Koalice tak skončila v květnu téhož roku. Svůj podíl na svržení vlády měly i pouliční nepokoje v Damašku, které byly vyprovokovány členy frakce strany Baas prosazující pro-Násirovu politiku. I přes další pokusy frakce vytvořit novou vládu si členové strany Baas udrželi politickou moc. Ale jejich snaha svrhnout moc pokračovala po celá 70. léta, a to především kvůli ideologickým rozepřím mezi přívrženci nacionalismu a progresisty.
Strana Baas byla založena i v jiných arabských státech. Silnou pozici si udrželi členové strany Baas například v Iráku.

## Dílo
- Fi Sabil al Baath (Cesta Zmrtvýchvstání)' - popisuje oficiální ideologii politické strany Baas. Objevují se tu myšlenky o důležitosti Islámu a osobnosti proroka Mohameda. Říká: “Mohamed byl všemi Araby. Kéž by dnes všichni lidé byli Mohamedem!“ Ve svém díle zdůrazňuje význam arabštiny, která sjednocuje všechny arabské národy v jeden. Také upozorňuje na potřebu modernizace Islámu. V tomto díle se objevují jeho názory na západní svět. V nich odmítá násilné proniknutí evropské kultury do arabského světa ze strany Francouzů na počátku 19. století. V této historické události vidí jasnou příčinu úpadku arabských zemí. Proto se stává hlavním terčem jeho kritiky západní kapitalistický systém a všechny ostatní produkty myšlení moderní evropské společnosti.[3]
- Ma'rakat al-Masir al-Wahid (Bitva s jediným cílem)
- Itihad Souriyya was Misr (Unie Sýrie a Egypta)
- Al-Ba'ath wa al-Wihda (Baath a arabská jednota)